# Бата Илић
Бата Илић (Београд, 30. септембар 1939) је српски пјевач шлагера који живи и ради у Њемачкој и пјева на њемачком језику.

## Биографија
Бата Илић је студирао енглески и италијански језик, и прије музичке каријере је радио као наставник. 1963. године је потписао први уговор за наступ у америчком клубу у Кисингену у Њемачкој. Послије тога су услиједили наступи у Херсфелду, Фулди и Берлину.
Године 1967. је снимио прву плочу. 1968. и 1969. је снимио своје прве хитове Mit verbundenen Augen (Затворених очију) и Schuhe so schwer wie Stein (Ципеле тешке као камен). Највећи успјех му је представљала пјесма Michaela (Михаела) из 1972. Појавила се на многим јавним каналима у Њемачкој, укључујући и њемачки популарни канал ZDF-Hitparade. Наредне године су забиљежиле још неколико хитова, да би му квалитет музике и популарност нагло опала од 1980-их година.
1990-их година Илић је доживио повратак на музичку сцену, али није доживио ранији успјех. И данас се појављује на њемачкој телевизији, али углавном пјевајући њемачке верзије популарних хитова Азнавура, Ћелентана идр. као и своје старе популарне пјесме.

## Дискографија

### Синглови
- Mit verbundenen Augen (1968)
- Die Liebe kommt am Abend (1969)
- Schließ deine Augen und schau in mein Herz (1969)
- Schuhe so schwer wie Stein (1969)
- Wo Liebe ist, da ist auch ein Weg (1970)
- Candida (1970)
- Judy, I love you (1971)
- Ein Herz steht still (1971)
- Mädchen, wenn du einsam bist (1972)
- Michaela (1972)
- Solange ich lebe (1972)
- Hey, little lady (1973)
- So war ich noch nie verliebt (1973)
- Schwarze Madonna (1973)
- Auf der Straße der Sehnsucht (1974)
- Ein Souvenir von Marie-Antoinette (1974)
- Du bist eine unter vielen (1975)
- Ich hab noch Sand in den Schuhen aus Hawaii (1975)
- Mädchen mit den traurigen Augen (1976)
- Donna Carmela Gonzales (1976)
- Ich möcht' der Knopf an deiner Bluse sein (1976)
- Mit meiner Balalaika war ich der König auf Jamaika (1977)
- Hey Girl, blondes Mädchen (1977)
- Amor, Amor, Amor (1978)
- Malinconia (1982)
- Wo weiße Rosen blüh'n (1992)
- Nicht für immer (aber ewig) (2002)

### Албуми
- Die Welt ist voller Liebe (1968)
- Stimme der Sehnsucht (1971)
- Mädchen wenn du einsam bist (1972)
- Solang ich lebe (1973)
- Schwarze Madonna (1974)
- Slawische Tänze (1975)
- Ich hab noch Sand in den Schuhen aus Hawaii (1975)
- Mit den Augen der Liebe (1976)
- Bata Illic singt große Welterfolge (1977)